# Marta Royo Espinet
Marta Royo Espinet (Barcelona, 1970) economista i publicitària formada a la Universitat de Barcelona, EADA i a ESADE. És professora del Grau de Comunicació de UOC.
Ha treballat en agències internacionals com Publicis, TBWA i Saatchi and Saatchi.
És fundadora de Mosaiking Comunicació (2011) i autora del llibre "Aroma de marca", de Cossetània edicions (2018).
Col·labora en diversos mitjans de comunicació escrits i audiovisuals, explicant la seva experiència com emprenedora i parlant d'imatge, publicitat i comunicació, entre ells Betevé, Ràdio 4, Catalunya Ràdio i al blog del diari Ara.

## Publicacions
"Aroma de marca", de Cossetània edicions (2018).